# GamesRadar+
GamesRadar+ (antiguamente, GamesRadar ) es un sitio web multi-formato de videojuegos con noticias regulares, avances, reseñas, videos y guías. Es propiedad y es operado de forma simultánea en el Reino Unido y Estados Unidos por la editorial a nivel mundial Future plc (incluyendo Future US) Junto a otra página web de videojuegos relacionada, CheatPlanet, GamesRadar recibe aproximadamente 3,25 millones de visitantes al mes.
La página web es conocida por su combinación de un enfoque profesional y cómico con el periodismo de videojuegos, la publicación de numerosos artículos y vídeos para un efecto cómico, además de las noticias habituales relacionadas con videojuegos. El sitio web también produce un popular un podcast semanal para su descarga desde iTunes que recapitula las noticias de la semana de la industria de videojuegos y los artículos publicados en el sitio.

## Formato y estilo
GamesRadar publica numerosos artículos cada día, incluyendo noticias oficiales de videojuegos, opiniones, avances y entrevistas con editores y desarrolladores. El tono y el estilo de escritura del sitio con mucha frecuencia adopta un enfoque cómico a sus artículos, a veces es complementado con imágenes, vídeos y enlaces. Artículos adicionales son escritos exclusivamente para fines cómicos o sátiras, con humor que detallan ciertos aspectos de los juegos o las convenciones de videojuegos. Una característica desde hace mucho tiempo y que es popular del sitio es su lista "Top 7", una cuenta regresiva semanal sobre los aspectos positivos o negativos de los videojuegos en sí, la industria y la cultura.
La sección de PC de GamesRadar fue una vez organizada por la revista de juegos de PC Gamer. La página web oficial de la revista en Estados Unidos, PC Gamer Online, anteriormente redirigía a GamesRadar antes de establecer su propio sitio. GamesRadar también cuenta con artículos y reseñas de otras revistas de videojuegos, tales como NGamer y Xbox World 360, entre otros, aparte del nombre de la publicación Future. Las reseñas listadas en Metacritic escritas por editores de GamesRadar están subtituladas como "in-house" para evitar calificaciones múltiples de la misma publicación. A pesar de que cuenta con los editores de Estados Unidos y el Reino Unido, todos los artículos se presentan juntos en el sitio principal para ambos públicos.
Originalmente juegos revisados en GamesRadar se calificaban en una escala de 10 puntos, siendo 1 la puntuación más baja posible y 10 es la más alta. Al final de cada revisión, tres de los mayores pros y contras de cada juego se listaban. Para los juegos más esperados, "superreseñas" eran, por lo general, escritas en lugar de una revisión normal. Estas son similares a las revisiones periódicas del sitio, sin embargo, están escritas más como una característica y menos como una crítica directa. Al final, el juego examinado se comparaba con tres juegos similares y la cita "Solo para ti, Metacritic!" se encuentra al final de la reseña la cual es una frase corta que resume la revisión y se utiliza en Metacritic.

## Comunidad
El 14 de agosto de 2008, se anunció que los foros británicos se cerrarían y se fusionaron con los foros americanos. En respuesta, algunos de los miembros de los foros británicos lanzaron su propio foro, clonando la estructura original, el esilo, y el lema "Games + Stuff", nombradolo GRcade. Compuesto por lectores de la revista Future Plc y GamesRadar.com, la comunidad sigue sosteniéndose y actualmente sigue siendo el único sitio directamente relacionado con de la comunidad que destaca por su propias noticias de última hora.